# Huang Jianxin
Huang Jianxin (Xian, China 14 de junio de 1954) es un productor y director de cine chino al que se asocia con la Quinta generación. Algunas de sus películas más representativas son The Black Cannon Incident o The Wooden Man's Bride o Te ruego que me elogies.

## Director
- The Founding of a Party (Jiàn Dǎng Wěi Yè, 2011)
- The Founding of a Republic (Jiàngúo Dà Yè, 2009)
- Te ruego que me elogies (Qiuqiu ni, biaoyang wo, 2005)
- Shui shuo wo bu zai hu (The Marriage Certificate, (2001)
- Shuibuzhao (Xian's Finest, 2000)
- Shuochu nide mimi (Something About Secret, 1999)
- Mai fu (Surveillance, 1997)
- Da zuo deng xiang you zhuan (Signal Left, Turn Right, 1996)
- Bei kao bei, lian dui lian  (Back to Back, Face to Face, 1994)
- Wu kui (Wooden Man's Bride (1994)
- Zhanzhi Luo Bie Paxia (Stand Up, Don't Bend Over, 1993)
- Lun Hui (Samsara, 1989)
- Cuo Wei (Dislocation, 1987)
- Hei Pao Shi Jian (The Black Cannon Incident, 1986)

## Productor
- Muk gong (A Battle of Wits, 2006)
- Jo sok (2 Young, 2005)
- Electric Shadows (2004)
- El tren de Zhou Yu (Zhou Yu de huo che, 2003)